# Wolmar Wrangel
Wolmar Freiherr Wrangel af Lindeberg (* 1641; † 1675) war ein schwedischer Freiherr und Militär aus der Familie Wrangel. Er war der Halbbruder des Reichsmarschalls Carl Gustav Wrangel. Wolmar war verheiratet mit Kristina af Vasaborg, der Tochter Gustav Gustavsons, eines unehelichen Sohnes von Gustav II. Adolf.

## Leben
Wrangel begann seinen Kriegsdienst in jungen Jahren. In den 1650er Jahren nahm er unter Karl X. Gustav als Rittmeister an einem Feldzug gegen Dänemark teil. 1653 wurde er, zusammen mit seinen Geschwistern, darunter dem schwedischen General Johann Moritz Wrangel (1616–1665), als Wrangel af Lindeberg in den schwedischen Freiherrenstand erhoben. In der Zeit, als Karl XI. unmündig war, wurde Wrangel ein direkter Angestellter des Königshauses. 1665 wurde er Oberst in einem Regiment zu Pferd, mit dem er an einem Feldzug gegen Bremen teilnahm. 1667 erfolgte die Ernennung zum Generalmajor.
Im Schwedisch-Brandenburgischen Krieg diente er 1674 als Generalleutnant zusammen mit seinem Halbbruder, der seit 1664 Reichsmarschall war. Bei diesem Krieg war Wolmar Wrangel die dritte Person in der Rangfolge nach dem Reichsmarschall und Feldmarschall Conrad Mardefelt. Da sowohl der Reichsmarschall als auch Conrad Mardefelt durch Krankheit ihre Position nicht ausführen konnten, war Wolmar Wrangel faktisch der Oberbefehlshaber der schwedischen Truppe, die 1675 in der Schlacht von Fehrbellin unterlag.